# 浙江柳叶箬
浙江柳叶箬（学名：Isachne hoi）为禾本科柳叶箬属下的一个种。

## 扩展阅读
- 維基物種上的相關：浙江柳叶箬